# Fernando Menegazzo
Fernando Menegazzo oder kurz Fernando (* 3. Mai 1981 in Anita Garibaldi, Santa Catarina) ist ein ehemaliger brasilianischer Fußballspieler.

## Karriere

### Verein
Fernando Menegazzos Profikarriere begann im Januar 2001 in seiner brasilianischen Heimat bei EC Juventude. Für die folgende Spielzeit wurde er an den Ligakonkurrenten Grêmio Porto Alegre ausgeliehen und kehrte nach einem Jahr wieder zu Juventude zurück. Diesmal blieb er jedoch nur ein halbes Jahr, ehe er im Sommer 2003 nach Europa, zum italienischen Erstligisten AC Siena, wechselte. Nach 24 Spielen und zwei Toren wurde er in der Winterpause der Saison 2004/05 wieder ausgeliehen und schloss sich Calcio Catania an, wo er aber nur sechs Monate spielte und insgesamt 18 Spiele absolvierte. Im Juli 2005 unterzeichnete er einen Vertrag beim französischen Erstligisten Girondins Bordeaux. Im Sommer 2007 verließen Mitspieler wie Julien Faubert, Stéphane Dalmat, Rio Antonio Mavuba und Vladimír Šmicer den Verein. Menegazzo entschied sich gegen einen Wechsel und verlängerte seinen Vertrag. Inzwischen wurde der Mittelfeldspieler Leistungsträger der Mannschaft. Mit Abschluss der Spielzeit 2006/07 konnte er mit den Südfranzosen den Coupe de la Ligue gewinnen. Im Finale siegte man mit 1:0 gegen Olympique Lyon. Ein Jahr später, kurz nach der Sommerpause, bezwang das Team Lyon zum zweiten Mal in einem Endspiel. Bei der Partie um die Trophée des Champions gewann Bordeaux mit 5:4 nach Elfmeter. Im Sommer 2011 wechselte er nach Saudi-Arabien zu Al-Shabab. Dort spielte er drei Jahre und schloss sich dann dem FC Brügge an. Nach einer Saison und dem nationalen Pokalsieg beendete er dort im Sommer 2015 seine aktive Karriere.

### Nationalmannschaft
Fernando Menegazzo nahm mit der Brasilianischen Nationalmannschaft an der Copa América 2001 in Kolumbien teil. Dort kam er allerdings nicht zum Einsatz. Sechs Jahre später war er für die Copa América 2007 nominiert. In Venezuela gewann die Mannschaft das Turnier.

## Erfolge
Nationalmannschaft
- Copa América: 2007

Juventude
- Copa do Brasil: 1999

Girondins Bordeaux
- Französischer Ligapokalsieger: 2007
- Trophée-des-Champions-Sieger: 2008
- Französischer Meister: 2009

Al-Shabab
- Saudi-Arabischer Meister: 2012

FC Brügge
- Belgischer Pokalsieger: 2015